# 1,2-Dibromethan
1,2-Dibromethan (IUPAC) ist eine farblose giftige Flüssigkeit, die ähnlich wie Chloroform riecht und hauptsächlich als Lösungsmittel, zur Containerbegasung und als Synthese-Zwischenprodukt Verwendung findet.

## Gewinnung und Darstellung
1,2-Dibromethan kann durch direkte Bromierung von Ethen (also durch eine klassische Halogen-Additionsreaktion) oder durch Reaktion von Bromwasserstoffsäure mit Ethin hergestellt werden.
{\displaystyle \mathrm {CH_{2}{=}CH_{2}+Br_{2}\longrightarrow BrCH_{2}CH_{2}Br} }

## Eigenschaften
Dibromethan ist eine nicht brennbare, farblose bis gelbliche Flüssigkeit mit süßlichem, chloroformartigem Geruch. Bei Normaldruck siedet die Verbindung bei 131 °C. Die Verdampfungsenthalpie beträgt hier 41,78 kJ·mol−1. Die Dampfdruckfunktion ergibt sich nach Antoine entsprechend log10(P) = A−(B/(T+C)) (P in bar, T in K) mit A = 7,36914, B = 4101,146 und C = 153,034 im Temperaturbereich von 246 K bis 405 K. Dämpfe von Dibromethan sind 6,5 mal so schwer wie Luft. In fester Phase können zwei polymorphe Kristallformen vorliegen. Der Umwandlungspunkt der Tieftemperaturform II zur Hochtemperaturform I liegt bei −23 °C. Die Umwandlungsenthalpie dieses Festphasenübergangs beträgt 1,94 kJ·mol−1. Beide Formen stehen enantiotrop zueinander. Die Kristallform I zeigt bei 10 °C einen Schmelzpunkt mit einer Schmelzenthalpie von 10,94 kJ·mol−1. Der Tripelpunkt liegt bei 10 °C. und 9,2 mbar Dibromethan zersetzt sich langsam im Sonnenlicht, ansonsten ist die Verbindung stabil.

## Verwendung
Die noch in den 1980er Jahren übliche Verwendung von 1,2-Dibromethan als Zusatz in verbleitem Treibstoff als Radikalfänger (engl. Scavenger) zur Vermeidung von Bleirückständen im Motor wurde wegen seiner Giftigkeit in den Industrieländern eingestellt. Auch die Anwendung als Insektenbegasungsmittel wurde schon in den 1980er Jahren verboten. In der organischen Chemie dient es als Ausgangsstoff für die Herstellung von Arzneistoffen (z. B. Tetramisol und Theodrenalin), Herbiziden (z. B. Diquatdibromid) und Farbstoffen, wo eine Ethylenbrücke in ein Molekül eingeführt werden soll.

## Sicherheitshinweise
1,2-Dibromethan ist eine chemische Verbindung, die aufgrund ihrer potenziellen Gefahren sorgfältig gehandhabt werden sollte. Es verursacht starke Reizungen der Haut und Schleimhäute und kann leicht durch die Haut aufgenommen werden. Der Kontakt mit 1,2-Dibromethan kann zu unangenehmen Symptomen wie Kopfschmerzen, Erbrechen, Harnvergiftung sowie Schädigungen von Leber und Nieren führen.
Darüber hinaus wurde in Tierversuchen festgestellt, dass 1,2-Dibromethan ein Karzinogen ist, was bedeutet, dass es krebserzeugende Eigenschaften besitzt. Dies stellt ein potenzielles Risiko für den Menschen dar. Basierend auf diesen Erkenntnissen wurde 1,2-Dibromethan der MAK-Gruppe III A 2 zugeordnet, was darauf hinweist, dass es als gesundheitsschädlich eingestuft wurde und bei der Exposition gegenüber dieser Verbindung Vorsicht geboten ist.
Es ist daher wichtig, angemessene Sicherheitsvorkehrungen zu treffen, wenn man mit 1,2-Dibromethan umgeht. Dies beinhaltet das Tragen von persönlicher Schutzausrüstung wie Handschuhen, Schutzbrille und geeigneter Schutzkleidung. Es ist ratsam, den direkten Hautkontakt zu vermeiden und eine gute Belüftung in Arbeitsbereichen sicherzustellen, um eine mögliche Inhalation zu minimieren. Bei der Handhabung von 1,2-Dibromethan sollten auch geeignete Sicherheits- und Entsorgungsmaßnahmen gemäß den geltenden Vorschriften und Bestimmungen getroffen werden.
Es ist wichtig, dass Personen, die beruflich mit 1,2-Dibromethan arbeiten, über die potenziellen Gefahren informiert sind und über angemessene Schulungen und Kenntnisse zur sicheren Handhabung verfügen. Im Falle einer Exposition oder des Verdachts auf Exposition sollten sofortige Maßnahmen ergriffen werden, wie zum Beispiel das Entfernen der kontaminierten Kleidung, das gründliche Waschen der Haut mit Wasser und Seife und das Aufsuchen medizinischer Hilfe.
Die oben genannten Sicherheitshinweise dienen als allgemeine Informationen und sollten nicht als Ersatz für spezifische Anweisungen oder Empfehlungen von Fachleuten oder den entsprechenden behördlichen Stellen betrachtet werden. Bei Fragen oder Bedenken im Zusammenhang mit 1,2-Dibromethan wird empfohlen, sich an entsprechende Fachleute oder Gesundheits- und Sicherheitsbehörden zu wenden.

## Externe Links zu erwähnten Verbindungen
1. ↑  Externe Identifikatoren von bzw. Datenbank-Links zu Tetramisol:  CAS-Nr.: 5036-02-2, EG-Nr.: 225-729-3, ECHA-InfoCard: 100.023.391, PubChem: 3913, ChemSpider: 3776, DrugBank: DBDB16561, Wikidata: Q27146858.